# محمد رفعت

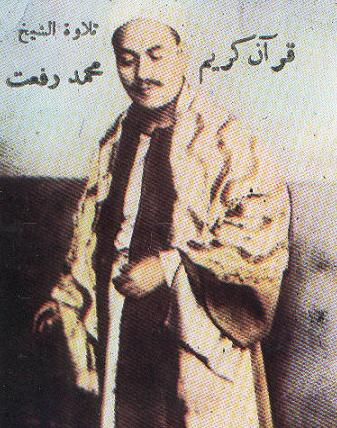

شیخ محمد رفعت (متولد ۹ مه ۱۸۸۲ – وفات ۹ مه ۱۹۵۰) که در قاهره به دنیا آمد، وی در ۶ سالگی به دلیل بیماری بینایی خود را از دست داد و به یکی از بزرگترین قاریان نامدار نابینای مصر در قرن ۱۹ و ۲۰ دست یافت. او در ده سالگی حافظ قرآن شد پس از آن قواعد قرائت را زیر نظر محمد البغدادی فرا گرفت. او از سن پانزده سالگی قاری سوره کهف در مسجد مصطفی فاضل پاشا قاهره بود. همچنین در سال ۱۹۳۴ به عنوان اولین قاری در رادیو به تلاوت قرآن پرداخت. وی این وظیفه را تا سال ۱۹۴۲ بر عهده داشت، تا اینکه به علت بیماری حنجره دیگر قادر به ادامه آن نشد. سرانجام شیخ محمد رفعت به سال ۱۹۵۰ بر اثر بیماری حنجره در روز تولدش درگذشت.